# Chanat e la Motèira
Chanat-la-Mouteyre és un municipi francès situat al departament del Puèi Domat i a la regió d'Alvèrnia-Roine-Alps. L'any 2007 tenia 921 habitants.

## Demografia

### Població
El 2007 la població de fet de Chanat-la-Mouteyre era de 921 persones. Hi havia 322 famílies de les quals 73 eren unipersonals (27 homes vivint sols i 46 dones vivint soles), 92 parelles sense fills, 134 parelles amb fills i 23 famílies monoparentals amb fills.
La població ha evolucionat segons el següent gràfic:
Habitants censats

### Habitatges
El 2007 hi havia 384 habitatges, 332 eren l'habitatge principal de la família, 17 eren segones residències i 35 estaven desocupats. 361 eren cases i 22 eren apartaments. Dels 332 habitatges principals, 277 estaven ocupats pels seus propietaris, 43 estaven llogats i ocupats pels llogaters i 11 estaven cedits a títol gratuït; 11 tenien dues cambres, 39 en tenien tres, 75 en tenien quatre i 206 en tenien cinc o més. 274 habitatges disposaven pel capbaix d'una plaça de pàrquing. A 84 habitatges hi havia un automòbil i a 229 n'hi havia dos o més.

### Piràmide de població
La piràmide de població per edats i sexe el 2009 era:
| Homes | Edats   | Dones |
| ----- | ------- | ----- |
| 0     | 95 o +  | 4     |
| 0     | 90 a 94 | 0     |
| 4     | 85 a 89 | 4     |
| 8     | 80 a 84 | 4     |
| 0     | 75 a 79 | 8     |
| 12    | 70 a 74 | 28    |
| 20    | 65 a 69 | 12    |
| 20    | 60 a 64 | 4     |
| 24    | 55 a 59 | 12    |
| 28    | 50 a 54 | 24    |
| 32    | 45 a 49 | 36    |
| 32    | 40 a 44 | 56    |
| 20    | 35 a 39 | 32    |
| 24    | 30 a 34 | 12    |
| 16    | 25 a 29 | 20    |
| 24    | 20 a 24 | 12    |
| 28    | 15 a 19 | 44    |
| 12    | 10 a 14 | 36    |
| 12    | 5 a 9   | 24    |
| 16    | 0 a 4   | 12    |

## Economia
El 2007 la població en edat de treballar era de 582 persones, 449 eren actives i 133 eren inactives. De les 449 persones actives 428 estaven ocupades (222 homes i 206 dones) i 22 estaven aturades (11 homes i 11 dones). De les 133 persones inactives 59 estaven jubilades, 50 estaven estudiant i 24 estaven classificades com a «altres inactius».

### Ingressos
El 2009 a Chanat-la-Mouteyre hi havia 337 unitats fiscals que integraven 927 persones, la mediana anual d'ingressos fiscals per persona era de 21.801 €.

### Activitats econòmiques
Dels 12 establiments que hi havia el 2007, 1 era d'una empresa de fabricació d'altres productes industrials, 7 d'empreses de construcció, 1 d'una empresa de transport, 1 d'una empresa d'hostatgeria i restauració, 1 d'una empresa immobiliària i 1 d'una empresa classificada com a «altres activitats de serveis».
Dels 7 establiments de servei als particulars que hi havia el 2009, 1 era un paleta, 2 fusteries, 1 lampisteria, 2 electricistes i 1 restaurant.
L'any 2000 a Chanat-la-Mouteyre hi havia 10 explotacions agrícoles.

## Equipaments sanitaris i escolars
L'únic equipament sanitari que hi havia el 2009 era un hospital de tractaments de mitja durada (seguiment i rehabilitació).
El 2009 hi havia 2 escoles elementals. Chanat-la-Mouteyre disposava d'un liceu tecnològic amb 277 alumnes.

## Poblacions més properes
El següent diagrama mostra les poblacions més properes.